# Basilije
Basilije su bivše samostalno naselje s područja današnje općine Stolac, Federacija BiH, BiH.

## Povijest
Za vrijeme socijalističke BiH ovo je naselje pripojeno naselju Stolac.